# Arquidiocese de Catanzaro-Squillace
A Arquidiocese de Catanzaro-Squillace (Archidiœcesis Catacensis-Squillacensis) é uma circunscrição eclesiástica da Igreja Católica situada em Catanzaro com Squillace, Itália. Seu atual arcebispo é Claudio Maniago. Sua Sé é a Catedral de Santa Maria Assunta e Santi Pietro e Paolo e a sua cocatedral é a Cocatedral de Santa Maria Assunta de Squillace.
Possui 123 paróquias servidas por 187 padres, abrangendo uma população de 245 000 habitantes, com 99,6% da dessa população jurisdicionada batizada (244 000 católicos).

## História

### Sé de Squillace
A diocese de Squillace está entre as mais antigas do sul da Itália . A tradição remonta à era apostólica: o primeiro bispo teria sido João, ordenado pelo primeiro bispo de Reggio Estêvão de Nicéia, ou Fantinus, discípulo do Papa Lino, sucessor de São Pedro. Historicamente, o primeiro bispo cujo nome é conhecido é Gaudêncio, que assinou os atos do sínodo romano convocado pelo Papa Hilário em 465.
No final do século V, a diocese foi implicada em dois crimes. Na verdade, pelas cartas do Papa Gelásio I parece que entre 494 e 496 dois bispos foram mortos; alguns eclesiásticos estiveram envolvidos nos fatos, um padre chamado Celestino e um arquidiácono chamado Asello, que aproveitaram para elegerem o bispo; os bispos das dioceses vizinhas foram instruídos pelo pontífice a impor as sanções eclesiásticas necessárias e a afastar o usurpador.
No século VI, as primeiras instituições monásticas ocidentais nasceram em Squillace graças a Cassiodoro que, entre 540 e 550, mandou construir uma ermida e um mosteiro, o Castellense e o Vivariense. Neste mesmo período, o Bispo Zaqueu apoiou corajosamente o Papa Vigílio em Constantinopla contra a violência de Justiniano, demonstrando entre outras coisas a comunhão da igreja de Squillace com a de Roma.
A diocese de Squillace, como todas as do sul da Itália e da Sicília, continuou a depender espiritualmente de Roma mesmo após a inclusão destas regiões no Império Bizantino com a Pragmática Sanção de 554. Por volta de 732, porém, Leão III, o Isauro, separou-os de Roma e submeteu-lhes ao patriarcado de Constantinopla. Na Notitia Episcopatuum de Leão VI, o Sábio, do início do século X, a diocese de Squillace está incluída entre as de rito grego sufragânea da arquidiocese de Reggio.
Squillace foi governado pelo último bispo de rito grego, Teodoro Mesymerio, ainda trinta anos após a conquista normanda da Calábria, após a qual o rito latino e a submissão à jurisdição de Roma foram restaurados. O primeiro bispo de rito latino foi João de Nicéforo, decano da diocese de Mileto (1096). No ato de constituição de 1096, a diocese de Squillace, cujos limites foram definidos por Rogério II pelos rios Alarum e Crocleam e as localidades de Squillace, Taverna, Stilo, Antistilo, Santa Caterina dello Ionio, Badolato, Satriano, Castel di Cuccolo, Castel di Mainardo, Meta di Lomata, Rocca di Catenziaro, Tiriolo, Catenziaro, Salìa, Barbaro, Simmiri e várias vilas.
Inicialmente a diocese de Squillace foi colocada sob a sujeição imediata da Santa Sé, conforme documentado pelas bulas do Papa Urbano II (1096) e do Papa Pascoal II (1110). Mas já em 1165 o Papa Alexandre III submeteu Squillace à província eclesiástica da arquidiocese de Reggio.
No final do século XVI, o território da diocese de Squillace foi palco de numerosos episódios de protesto religioso e político, o mais conhecido dos quais foi a chamada "conspiração" de Tommaso Campanella em 1599. Um testemunho indireto é a nomeação como bispo de Squillace, ocorrida em 13 de agosto de 1601, do ministro-geral dos dominicanos Paolo Isaresi della Mirandola, após uma série de bispos pertencentes à família Sirleto.
A disputa secular com os cartuxos da Serra San Bruno foi resolvida pelos acontecimentos políticos da primeira metade do século XIX. Na verdade, na era napoleônica, a cartuxa foi suprimida por Joaquim Murat em 1807. Já no ano seguinte Montauro e Gasperina foram anexados à diocese de Squillace; o mesmo destino se abateu sobre as localidades de Serra, Spadola, Bivongi, Nardodipace, Mongiana e Focà em 1852.

### Sé de Catanzaro
A diocese de Catanzaro foi erigida pelo Papa Calisto II em 1121, obtendo o território da diocese de Squillace. Segundo a Chronica Trium Tabernarum, a sede original da diocese teria sido a localidade Tres Tabernae de onde os bispos, após o saque pelos sarracenos, fugiram para se refugiarem em Catanzaro. Tal como Squillace, Catanzaro, após uma submissão inicial imediata à Santa Sé, tornou-se sufragânea da arquidiocese de Reggio conforme documentado pelo Liber Censuum da Igreja Romana.
O devastador terremoto de 1783, além de causar milhares de mortos, resultou na criação, desejada pelo rei Fernando IV, da Cassa Sacra, que "tinha como finalidade o confisco das propriedades e rendimentos eclesiásticos calabreses para os utilizar para os fins de reconstrução após os danos do terremoto... Apesar das boas intenções, a Cassa Sacra não teve os efeitos desejados, levando a uma maior concentração de propriedades nas mãos dos ricos e, em qualquer caso, contribuindo apenas em parte para as necessidades dos reconstrução".
Em 5 de junho de 1927, a diocese de Catanzaro foi dissolvida dos laços que a ligavam à metrópole de Reggio Calabria e elevada à categoria de arquidiocese, não metropolitana, com a bula Commissum supremo do papa Pio XI; e no mesmo ano o pálio foi concedido ao arcebispo Giovanni Fiorentini.

### Sés unidas de Catanzaro e Squillace
Em 23 de dezembro de 1927, o arcebispo de Catanzaro, Giovanni Fiorentini, também foi nomeado bispo de Squillace, unindo assim pessoalmente as duas dioceses como arcebispo. Com exceção dos anos 1950-1956, as duas dioceses permaneceram unidas in persona episcopi até 1986.
Em 30 de setembro de 1986, com o decreto Instantibus Votis da Congregação para os Bispos, a arquidiocese de Catanzaro e a diocese de Squillace foram unidas com a fórmula plena unione e a nova circunscrição eclesiástica assumiu o nome atual.
Com a bula Maiori Christifidelium do Papa João Paulo II de 30 de janeiro de 2001, a arquidiocese de Catanzaro-Squillace foi elevada à categoria de sé metropolitana, tendo como sufragâneas a arquidiocese de Crotone-Santa Severina e a diocese de Lamezia Terme.

## Prelados

### Bispos de Squillace
- Gaudêncio † (mencionado em 465)
- Zaqueu † (antes de 551 - depois de 553)[17]
- João Lissitanus † (592 - depois de 603)[18]
- Agostinho † (mencionado em 649)[19]
- Paulo † (mencionado em 680)[20]
- Demétrio † (antes de 869 - depois de 870)
- Teodoro Mesymerio † (antes de 1091[21] - 1096)[22]
- João de Nicéforo † (1096[23] - 1098)
- Pedro † (1110 - 1123)[24]
- Donato † (mencionado em 1132)[25]
- Drogo † (mencionado em 1140)
- Celso[26] † (mencionado em 1145)[27]
- Hugo de Racaneto † (antes de 1196 - depois de 1198)[28]
- Aimérico † (antes de 1207 - depois de 1211)[28]
- Anônimo † (mencionado em 1215)[28]
  - R. † (1217 - ?) (bispo eleito)[28][29]
- Nicolau † (1218 - 1222)[28]
- R. † (1231 - 1234)[28]
  - R. (Rainaldo) † (1234 - 1235) (administrador apostólico)[28]
- Benvindo † (1240 - 1254)[28]
- Tomás, O.Cist. † (1254 - 1263)[28]
- Anônimo † (mencionado em 1266)[28]
- Riccardo † (1266 - 1272)[28]
  - Sede vacante (1272-1273)[28]
- Filipe † (1274 - 1286)[28]
- Giordano † (? - 1344)
- Nicola de Teramo † (1345 - 1349)
- Giovanni de Rocca † (1349 - 1369)
- Matteo Scaleato, O.Carm. † (1369 - ?)
- Antonio † (menzionato nel 1381)[30]
- Filippo Crispo, O.S.A. † (? - 1392)
- Andrea † (1392 - 1402)
- Roberto de Basilio † (1402 - 1413)
- Leone Calojero † (1413 - 1417)
- Francesco de Arceriis † (1418 - 1476)
- Francesco de Cajeta † (1477 - 1480)
- Vincenzo Galeota † (1482 - 1520)
- Simone de Galeotis † (1520 - 1539)
- Enrique de Borja y Aragón † (1539 - 1540)
- Enrique de Villalobos Xeres † (1540 - 1554)
- Alfonso de Villalobos Xeres † (1554 - 1568)
- Guglielmo Sirleto † (1568 - 1573)
- Marcello Sirleto † (1573 - 1594)
- Tommaso Sirleto † (1594 - 1601)
- Paolo Isaresi della Mirandola O.P. † (1601 - 1602)
- Fabrizio Sirleto † (1603 - 1635)
- Lodovico Saffiro † (1635 - 1635)
- Giuseppe della Corgna, O.P. † (1636 - 1656)
- Rodolfo Dulcino † (1657 - 1664)
- Francesco Tirotta ou Tilotta[31] † (1665 - 1676)
- Paolo Filocamo † (1676 - 1687)
- Alfonso de Aloysio † (1688 - 1694)
- Gennaro Crispino † (1694 - 1697)
- Fortunato Durante † (1697 - 1714)
  - Sede vacante (1714-1718)
- Marcantonio Attaffi † (1718 - 1733)
- Nicola Michele Abati † (1733 - circa 1748)
- Francesco Saverio Maria Queraldi † (1748 - 1762)
- Diego Genovesi † (1763 - 1778)
- Nicola Notaris † (1778 - 1802)
  - Sede vacante (1802-1818)
- Nicola Antonio Montiglia † (1818 - 1824)
- Andrea Maria Rispoli, C.Ss.R. † (1826 - 1839)
  - Sede vacante (1839-1842)
- Concezio Pasquini, O.F.M. † (1842 - 1857)
- Raffaele Antonio Morisciano † (1858 - 1909)
- Eugenio Tosi, O.Ss.C.A. † (1911 - 1917)
- Giorgio Giovanni Elli † (1918 - 1920)
- Antonio Melomo † (1922 - 1927)
- Giovanni Fiorentini † (1927 - 1950)
- Armando Fares † (1950 - 1980)
- Antonio Cantisani † (1980 - 1986 nomeado arcebispo de Catanzaro-Squillace)

### Bispos e arcebispos de Catanzaro
- Norberto † (mencionado em 1152)[32]
- Roberto I † (mencionado em 1167)[33]
- Basuíno † (antes de 1200 - depois de 1210[34])[35]
- Roberto II † (antes de 1217 - depois de 1222)[35]
- Anônimos † (mencionados em 1233, 1241 e 1243)[35]
  - Fortunato, O.F.M. † (1251 - 1252) (bispo eleito)[35]
- Jaime I † (1252 - circa 1266)[35]
  - Sede vacante (circa 1266 - 1274)[35][36]
- Gabriel † (p1274 - 1280)[35]
- Roberto III †
- Jaime II † (1299 - ?)
- Venuto da Nicastro, O.F.M. † (1305 - circa 1342)
- Pietro Salamia, O.P. † (1343 - 1368)
- Nicola Andrea † (1368 - 1369)
- Afonso ou Arnulfo † (1369 - 1398)
- Tommaso † (1398 - 1421)
- Pietro Amuloya † (1421 - 1435)
- Antonio dal Cirò, O.F.M. † (1435 - 1439)
- Nicola Palmerio, O.E.S.A. † (1440 - 1448)
- Riccardo † (1448 - 1450)
- Palamide, C.R.S.A. † (1450 - 1467)
- Giovanni Geraldini d'Amelia † (1467 - 1488)
- Stefano de Gotifredis † (1489 - 1505)
- Evangelista Tornefranza † (1509 - 1523)
- Antonio De Paola † (1523 - 1529)
- Girolamo De Paola † (1530 - 1530)
- Angelo Geraldini † (1532 - 1536)
  - Alessandro Cesarini † (1536 - 1536) (administrador apostólico)
- Sforza Geraldini d'Amelia † (1536 - 1550)
- Ascanio Geronimo Geraldini d'Amelia † (1550 - 1569)
- Angelo Oraboni, O.F.M. Obs. † (1570 - 1572)
- Ottavio Moriconi † (1572 - 1582)
- Nicolò Orazi † (1582 - 1607)
- Giuseppe Piscuglio, O.F.M. Conv. † (1607 - 1618)
- Fabrizio Caracciolo Pisquizi † (1619 - 1629)
- Luca Castellini, O.P. † (1629 - 1631)
  - Sede vacante (1631-1633)
- Consalvo Caputo † (1633 - 1645)
- Fabio Olivadisi † (1646 - 1656)
- Filippo Visconti, O.E.S.A. † (1657 - 1664)
- Agazio di Somma † (1664 - 1671)
- Carlo Sgombrino † (1672 - 1686)
- Francesco Gori † (1687 - 1706)
- Giovanni Matteo Vitelloni † (1707 - 1710)
  - Sede vacante (1710-1714)
- Emanuele Spinelli d'Acquaro, C.R. † (1714 - 1727)
- Domenico Rosso, O.S.B. Coel. † (1727 - 1735)
- Giovanni Romano † (1735 - 1736)
- Ottavio da Pozzo † (1736 - 1751)
- Fabio Troyli † (1751 - 1762)
- Antonio De Cumis † (1763 - 1778)
- Salvatore Spinelli, O.S.B. † (1779 - 1792)
- Giambattista Marchese † (1792 - 1802)
  - Sede vacante (1802-1805)
- Giovanni Francesco d'Alessandria † (1805 - 1818)
- Michele Basilio Clary, O.S.B.I. † (1818 - 1823)
- Emanuele Bellorado, O.P. † (1824 - 1828)
- Matteo Franco † (1829 - 1851)
- Raffaele de Franco † (1852 - 1883)
- Bernardo Antonio De Riso, O.S.B. † (1883 - 1900)
- Luigi Finoja † (1900 - 1906)
- Pietro di Maria † (1906 - 1918)
- Giovanni Fiorentini † (1919 - 1956)
- Armando Fares † (1956 - 1980)
- Antonio Cantisani † (1980 - 1986 nomeado arcebispo de Catanzaro-Squillace)

### Arcebispo de Catanzaro-Squillace
- Antonio Cantisani † (1986 - 2003)
- Antonio Ciliberti † (2003 - 2011)
- Vincenzo Bertolone, S.d.P. (2011 - 2021)
- Claudio Maniago (desde 2021)

### Para Catanzaro
- Ferdinando Ughelli, Italia sacra (em latim), vol. IX, seconda edizione, Venezia, 1721, coll. 355-380
- Paul Fridolin Kehr, Italia Pontificia (em latim), X, Berlim, 1975, pp. 76–84
- Norbert Kamp, Kirche und Monarchie im staufischen Königreich Sizilien (em alemão), vol 2, Prosopographische Grundlegung: Bistümer und Bischöfe des Königreichs 1194 - 1266; Apulien und Kalabrien, München, 1975, pp. 949–954
- Domenico Taccone-Gallucci, Regesti dei Romani Pontefici per le chiese della Calabria, Roma, 1902, pp. 406–408
- Catanzaro (em italiano), in Vincenzio D'Avino, Cenni storici sulle chiese arcivescovili, vescovili, e prelatizie (nullius) del regno delle due Sicilie, Napoli, 1848, pp. 183–185
- Gaetano Moroni, v. Catanzaro (em italiano), in Dizionario di erudizione storico-ecclesiastica, Venezia, 1841, vol. X, p. 241
- Giuseppe Cappelletti, Le chiese d'Italia della loro origine sino ai nostri giorni (em italiano), vol. XXI, Venezia, 1870, pp. 181–186
- Luigi De Siena, I Geraldini e la Calabria (em italiano), in Rivista Storica Calabrese, 1987
- Pius Bonifacius Gams, Series episcoporum Ecclesiae Catholicae (em latim), Graz, 1957, p. 874
- Konrad Eubel, Hierarchia Catholica Medii Aevi (em latim), vol. 1, pp. 174–175; vol. 2, p. 121; vol. 3, p. 158; vol. 4, p. 141; vol. 5, pp. 149–150; vol. 6, p. 155

### Para Squillace
- Ferdinando Ughelli, Italia sacra (em latim), vol. IX, seconda edizione, Venezia, 1721, coll. 422-448
- Francesco Lanzoni, Le diocesi d'Italia dalle origini al principio del secolo VII (an. 604) (em italiano), vol. I, Faenza, 1927, pp. 340–341
- Paul Fridolin Kehr, Italia Pontificia (em latim), X, Berlim, 1975, pp. 55–75
- Norbert Kamp, Kirche und Monarchie im staufischen Königreich Sizilien (em alemão), vol 2, Prosopographische Grundlegung: Bistümer und Bischöfe des Königreichs 1194 - 1266; Apulien und Kalabrien, München, 1975, pp. 984–995
- Domenico Taccone-Gallucci, Regesti dei Romani Pontefici per le chiese della Calabria (em italiano), Roma, 1902, pp. 418–421
- Squillace (em italiano), in Vincenzio D'Avino, Cenni storici sulle chiese arcivescovili, vescovili, e prelatizie (nullius) del regno delle due Sicilie, Napoli, 1848, pp.  652–656
- Gaetano Moroni, v. Squillace (em italiano), in Dizionario di erudizione storico-ecclesiastica, Venezia, 1854, vol. LXIX, pp. 167–171
- Giuseppe Cappelletti, Le chiese d'Italia della loro origine sino ai nostri giorni (em italiano), vol. XXI, Venezia, 1870, pp. 227–236
- Pius Bonifacius Gams, Series episcoporum Ecclesiae Catholicae (em latim), Graz, 1957, p. 927
- Konrad Eubel, Hierarchia Catholica Medii Aevi (em latim), vol. 1, pp. 461–462; vol. 2, p. 241; vol. 3, p. 303; vol. 4, p. 321; vol. 5, pp. 362–363; vol. 6, p. 386